# Habitatge a la plaça de Fra Bernadí, 1 (Manlleu)
L'Habitatge a la plaça de Fra Bernadí, 1 és una obra de Manlleu (Osona) inclosa a l'Inventari del Patrimoni Arquitectònic de Catalunya.

## Descripció
Casa de quatre pisos i planta baixa. Està construïda seguint l'estructura de tres cossos, un de central en forma de torre i coberta a quatre vessants, i dos de planta rectangular a banda i banda, seguint la tipologia de la casa de la Caixa d'Estalvis de Manlleu, situada al seu davant. En comú tenen la torre, i els esgrafiats de la façana.

## Història
L'edifici, construït als anys 80 del segle xx, queda inserit a l'entorn arquitectònic de la plaça seguint els tipus de l'arquitectura manlleuenca de principis de segle.